# .44 Russian

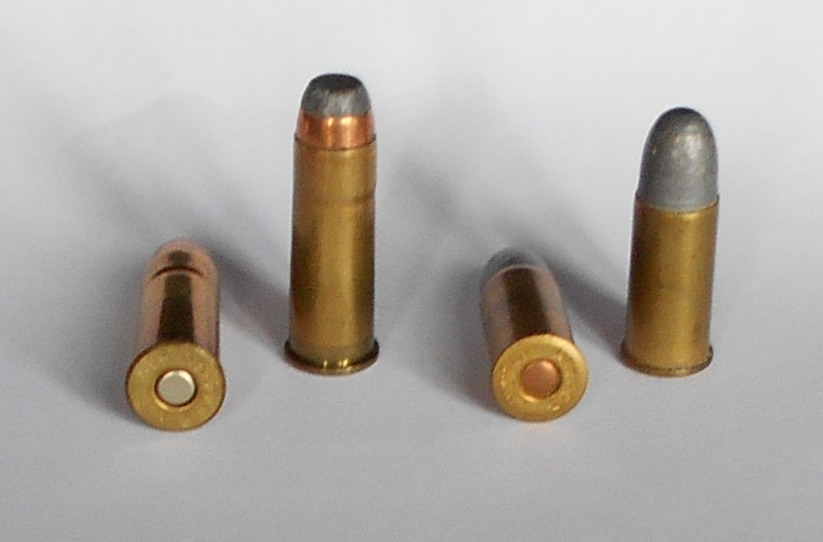
Links eine .44-40 WCF, rechts eine .44 Russian-Patrone

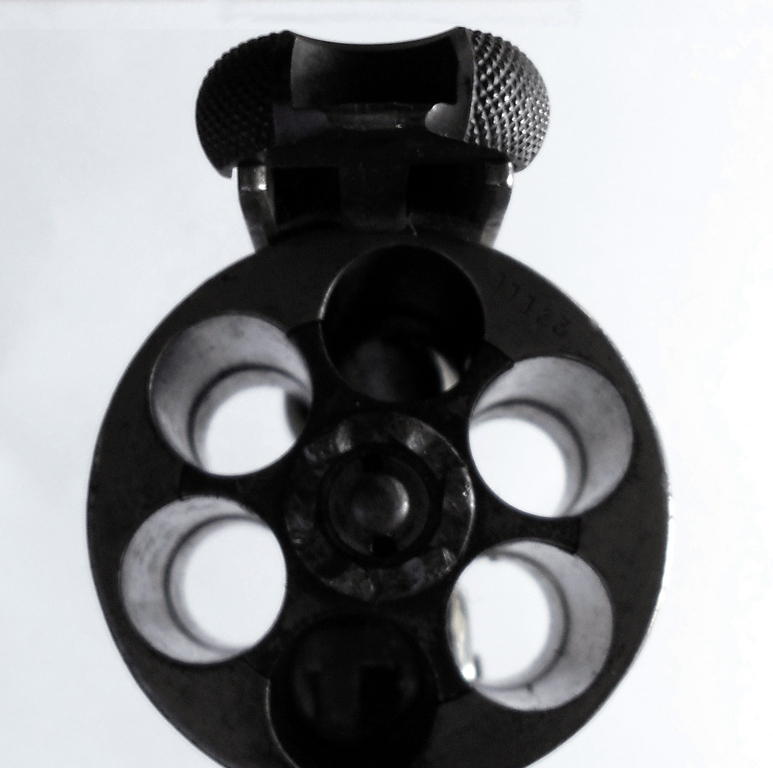
Smith & Wesson No. 3 .44 Russian Patronenlager

Die .44 Russian ist eine von Smith & Wesson für den Kipplaufrevolver S&W No. 3 entwickelte Zentralfeuerpatrone. Sie wurde für den für die Russische Armee hergestellten Ordonnanzrevolver No. 3 Russian Model entwickelt.

## Bezeichnung
Im deutschen Nationalen Waffenregister (NWR) wird die Patrone unter Katalognummer 184 unter folgenden Bezeichnungen geführt (gebräuchliche Bezeichnungen in Fettdruck)
- .44 S&W Russ (Hauptbezeichnung)
- .44 No.3 Russian
- .44 S&W R
- .44 short S&W Russian
- .44 S&W Russian Model

Weiterhin ist die Bezeichnung .44 Russian gebräuchlich, wird aber nicht im NWR aufgeführt.

## Geschichte
In den frühen 1870er Jahren nahm der russische Militärattaché in den USA, General Alexander Gorloff, mit Smith & Wesson Kontakt auf. Er zeigte Interesse am neu entwickelten Kipplaufrevolver S&W No. 3. Da Gorloff an der Eignung der Patrone .44 S&W American zweifelte, schlug er die Entwicklung einer verbesserten Patrone vor, bei welcher die Fettrille zur Geschoss-Schmierung nicht ungeschützt auf dem Geschoss angebracht, sondern durch die Hülse abgedeckt wurde. Die von S&W neu entwickelte Patrone, die .44-Russian-Patrone wird heute noch als Patrone mit rauchlosem Pulver hergestellt.

## Technik
Die .44 Russian ist eine von Smith & Wesson für den Kipplaufrevolver Smith & Wesson No 3 entwickelte Zentralfeuerpatrone, bei welcher das Geschoss auf der ganzen Länge den gleichen Durchmesser hat. Im Unterschied zu seinem Vorgänger im Kaliber .44 S&W American mussten die Trommelbohrungen bei den Revolvern, welche die .44 Russian-Revolver verschießen, hinten dem größeren Hülsendurchmesser angepasst werden.
Zur Zündung der Schwarzpulverpatrone wurden Berdan- oder Boxer-Zünder verwendet.
Da der Hülsendurchmesser der .44 Russian dem der .44-Magnum-Hülsen entspricht, können diese gekürzt zur Herstellung von .44-Russian-Patronen verwendet werden. Mit rauchlosem Pulver geladene Patronen dürfen nicht in historischen
S&W-Kipplaufrevolvern und anderen vor 1900 hergestellten Waffen verwendet werden.

## Verwendung
Neben der Verwendung der .44-Russian-Patrone im Privatbereich wurde sie in großer Zahl von fremden Diensten, welche mit dem S&W No. 3 und seinen Nachfolgern ausgerüstet waren, verwendet. Dazu gehörte die Russische Armee, die Japanische Marine, die Australian Colonial Police. Auch die US-Regierung erwarb eine Anzahl von S&W-.44-Russian-Revolvern, welche sie an den US-Staat Maryland weitergab.
Weitere von Smith & Wesson hergestellte Revolver im Kaliber waren unter dem Double Action First Model, dem S&W 44 D.A. Model und dem S&W 44 Hand Ejector First Model zu finden. Revolver im Kaliber .44 Russian wurden auch von anderen Firmen hergestellt, Colt stellte 400 Colt Single Action Army im Kaliber her, auch von anderen Colt-Modellen wie dem Double Action 1878, dem Colt New Service Revolver, dem New Service Target wurden Exemplare im Kaliber hergestellt. Bekannt ist auch, dass die Merwin, Hulbert & Co. Revolver im Kaliber herstellte.